# El Ahly Mateur
Maillots
El Ahly Mateur (arabe : الأهلي الماطري), plus couramment abrégé en El Ahly, est un club tunisien de football fondé en 1947 et basé dans la ville de Mateur.
À l'issue d'une saison 2012-2013 calamiteuse, pourtant initiée par deux succès majeurs à l'extérieur (notamment contre Grombalia Sports qui disputera les play-offs pour l'accession à la première division) ainsi que par deux victoires de prestige contre le rival voisin du Stade africain de Menzel Bourguiba, le club est rétrogradé en Ligue III.

## Histoire
Le club est fondé en 1947 sous l'appellation d'Association des anciens élèves de Mateur (AAEM) pour regrouper les footballeurs tunisiens de la ville et concurrencer ses aînés : l'Espérance de Mateur (équipe française créée en 1920) et la Juventus de Mateur (équipe d'Italiens créée en 1935).
Après l'indépendance, ces deux dernières disparaissent et l'AAEM devient En-Nadi Ahly Mateur (ENAM) avant d'adopter son actuelle appellation dans les années 1980.
Il accède en division nationale en 1962, à l'issue d'un barrage exceptionnel contre l'Étoile sportive de Métlaoui. Au match aller, le club perd par un score de 6-0. Le club renverse la situation en réalisant le même score au retour et en gagnant par un score de 3-0 lors du match d'appui à Sousse. Sa carrière en division nationale dure quatre saisons avant que le club ne retombe en seconde puis en troisième et quatrième divisions.

## Palmarès et bilan

### Palmarès
| \| - Championnat de Tunisie de deuxième division (nord) (1) : - Champion : 1962 - Championnat de Tunisie de troisième division (nord) (4) : - Champion : 1974, 1980, 1995, 2009 \| \| - Championnat de Tunisie de quatrième division (nord) (2) : - Champion : 1993, 2006 \| |  |                                                                                     |
| - Championnat de Tunisie de deuxième division (nord) (1) : - Champion : 1962 - Championnat de Tunisie de troisième division (nord) (4) : - Champion : 1974, 1980, 1995, 2009                                                                                                 |  | - Championnat de Tunisie de quatrième division (nord) (2) : - Champion : 1993, 2006 |

### Résultats sportifs
- Meilleur classement en coupe de Tunisie : quart de finaliste (2009)

### Bilan en division nationale
| Saison    | Classement | Joués | Gagnés | Nuls | Perdus | B.P. | B.C. | Meilleur buteur       |
| --------- | ---------- | ----- | ------ | ---- | ------ | ---- | ---- | --------------------- |
| 1962-1963 | 6          | 22    | 7      | 6    | 9      | 25   | 39   | Amor Garouachi (10)   |
| 1963-1964 | 9          | 22    | 7      | 3    | 12     | 17   | 45   | Belgacem Tbargui (10) |
| 1964-1965 | 11         | 22    | 4      | 4    | 14     | 24   | 51   | Belgacem Tbargui (11) |
| 1965-1966 | 12         | 22    | 1      | 2    | 19     | 10   | 69   | Belgacem Tbargui (4)  |
| Total     |            | 88    | 19     | 15   | 54     | 76   | 204  | Belgacem Tbargui (29) |

## Entraîneurs
- 1960-1961 : Cerisola[Qui ?]
- 1961-1962 : Salah Dziri
- 1962-1963 : Bonano[Qui ?]
- 1963-1964 : Andrada[Qui ?]
- 1964-1967 : Krista[Qui ?]
- 1967-1968 : Andrada[Qui ?]
- 1969-1971 : Ali Miloud
- 1973-1975 : Mejri Henia
- 1975-1976 : Mohamed Mahfoudh
- 1976-1977 : Abdelmajid Azaïez puis Mokhtar Ben Nacef
- 1977-1978 : Mokhtar Ben Nacef
- 1979-1981 : Noureddine Ben Ammar
- 1981-1983 : Ahmed Benelfoul
- 1983-1984 : Mondher Assaibi puis Naceur Jaaouani
- 1984-1985 : Ahmed Benelfoul
- 1985-1986 : Ahmed Msallem
- 1986-1987 : Ridha Akacha
- 1987-1988 : Pitsovski[Qui ?]
- 1988-1989 : Nasco Redzovski
- 1989-1991 : Abid Mchala
- 1991-1992 : Ahmed Benelfoul
- 1992-1993 : Ahmed Benelfoul puis Abdelaaziz Bejaoui
- 1993-1994 : Kamel Kolsi
- 1994-1995 : Abdelaaziz Bejaoui
- 1995-1996 : Hassen Malouche
- 1996-1997 : Hassen Oueslati puis Mahmoud Ouertani puis Abdelmajid Gobantini
- 1997-1998 : Mahmoud Ouertani puis Ali Chabbouh
- 1998-1999 : Fethi Jebal puis Ali Khamlia
- 1999-2000 : Abdelhamid Ayari puis Hassen Bejaoui
- 2001-2002 : Lotfi Ben Nasr puis Slim Abdelghaffar
- 2002-2003 : Abdelaaziz Bejaoui
- 2003-2005 : Ridha Boushih
- 2005-2006 : Bogdanovic[Qui ?] puis Slim Abdelghaffar
- 2006-2007 : Lotfi El May puis Slim Abdelghaffar
- 2007-2008 : Abdelaaziz Bejaoui puis Faouzi Cheour puis Mohamed Azaïez
- 2008-2012 : Mohamed Azaïez
- 2012-202.. : Sofian Gharbi